# Gérard Blanc
Gérard Blanc (Boulogne-Billancourt, 8 dicembre 1947 – Parigi, 25 gennaio 2009) è stato un cantautore e compositore francese.

## Biografia
Influenzato dal primo rock'n roll di Bill Haley, Little Richard e Chuck Berry, giovanissimo fondò un gruppo, Les Windings, con cui ottenne un certo successo a livello locale, venendo più volte scritturato per esibirsi nel celebre locale parigino Golf Drouot. Dopo aver cambiato nome in Balthazar e inciso alcuni singoli, nel 1969 il gruppo si sciolse per dissidi interni, e Blanc si unì ai Martin Circus, occupando il posto di cantante da poco rimasto libero. Con il gruppo Blanc riscosse notevole successo con brani come Je m'éclater au Sénégal (circa 800 000 copie vendute) e Marylène (cover di Barbara Ann dei Beach Boys), e a teatro con il musical La révolution française.
Nel 1985 lasciò i Martin Circus, e nel 1987 ottenne grande successo con il singolo Une autre histoire, che raggiunse il secondo posto in hit parade e gli fece vincere un Grand Prix Sacem, cosiccome buoni riscontri ebbero anche i singoli successivi Du soleil dans la nuit, Sentiment d'océan e Tonton bâton. Fu occasionalmente compositore di colonne sonore e attore.  Mentre era impegnato in un tour, nell'ottobre 2008 fu colpito da un attacco cardiaco; morì nel gennaio dell'anno successivo per una emorragia cerebrale.

## Discografia

### Album
- 1988 : Ailleurs pour un ailleurs
- 1991 : Noir et blanc
- 1995 : À cette seconde-là !
- 1999 : Tout blanc
- 2003 : Mes plus belles histoires
- 2006: Gérard Blanc Public
- 2008 : Les Plus Grands Succès de Gérard Blanc et Martin Circus
- 2009 : Gérard Blanc, Made in Paris